# Gofer no Yabō Episode II
Gofer no Yabō Episode II (ゴーファーの野望EPISODE II), nommé Nemesis 3: The Eve of Destruction en Europe, est un jeu vidéo de type shoot them up développé et édité par Konami en 1988 sur MSX. Il s'agit d'une suite spirituelle Gradius II: Gofer no Yabō.

## Rééditions
- 2008 - PSP dans la collection Gradius
- 2010 - Wii CV.